# Faraday (cráter)
Faraday es un cráter de impacto situado en las escarpadas sierras del sur de la Luna. Se encuentra junto al borde sureste del cráter de mayor tamaño Stöfler. El borde noroeste de Faraday forma una amplia rampa sobre el suelo plano de Stöfler. Al oeste de Faraday se halla el cráter Maurolycus.
|                                                                                |  |
| Localización de Faraday. Fotografías de la misión Lunar Reconnaissance Orbiter |  |

El borde de Faraday ha sufrido de manera significativa una serie de impactos posteriores, sobre todo presenta un par de cráteres superpuestos en el borde sudoeste, así como otro cráter a que atraviesa el brocal en su lado noroeste. Posee una cresta central baja orientada del suroeste hacia el noreste, casi dividiendo el suelo del cráter por la mitad. El suelo es casi plano en la mitad noroeste.

## Cráteres satélite
Por convención estos elementos son identificados en los mapas lunares poniendo la letra en el lado del punto medio del cráter que está más cerca de Faraday.
|         | \| Faraday \| Coordenadas \| Diámetro \| \| ------- \| ----------------------------- \| -------- \| \| A \| 41°30′S 9°42′E / -41.5, 9.7 \| 21 km \| \| C \| 43°18′S 8°06′E / -43.3, 8.1 \| 30 km \| \| D \| 43°42′S 9°36′E / -43.7, 9.6 \| 14 km \| \| G \| 45°48′S 10°06′E / -45.8, 10.1 \| 31 km \| \| H \| 45°00′S 10°18′E / -45.0, 10.3 \| 12 km \| |          |
| Faraday | Coordenadas | Diámetro |
| A       | 41°30′S 9°42′E / -41.5, 9.7 | 21 km    |
| C       | 43°18′S 8°06′E / -43.3, 8.1 | 30 km    |
| D       | 43°42′S 9°36′E / -43.7, 9.6 | 14 km    |
| G       | 45°48′S 10°06′E / -45.8, 10.1 | 31 km    |
| H       | 45°00′S 10°18′E / -45.0, 10.3 | 12 km    |

Debido a su sistema de marcas radiales, Faraday C está considerado como parte del Periodo Copernicano.